# シークレット・ワールド・ライヴ
『シークレット・ワールド・ライヴ』（原題：Secret World Live）は、1994年にリリースされたイングランドのロック・ミュージシャン、ピーター・ガブリエルによる2枚目のライブ・アルバムである。このアルバムは、2002年にガブリエルの作品が一斉にリマスターされた際に、一緒にリマスターされなかった。コンサートの映像版がアルバムと同時にリリースされている。そのトラックリストはアルバムと同じだが、「Red Rain」を省略し、「Blood of Eden」の後に「San Jacinto」（7分32秒）を追加している。2019年に、音楽ストリーミング・プラットフォームでアルバムが再発された。その際、セットリストに「San Jacinto」が再び挿入されることとなった。
1982年7月にウォーマッドのベネフィット・アルバム『Music and Rhythm』で最初に登場し、その後もさまざまなシングルやEPに収録された曲「Across the River」のライブ・パフォーマンスが収録されている。2019年のレア音源集である『Flotsam and Jetsam』に収録されるまで、本アルバムはこの曲が登場するガブリエル唯一のフル・アルバムとなっていた。

## カバーアート
アルバムのカバーアートは、マイケル・コルソンが監督し、当時ガブリエルのために働いていたマーサ・ラドリー（元マーサ・アンド・ザ・マフィンズ）がコーディネートし、カバー画像はFab 4とダニー・ジェンキンスが担当した。1994年のグラミー賞では「最優秀レコード・スリーヴ・パッケージ・デザイン」にノミネートされている。ダニー・ジェンキンスは自身による写真について次のように述べている。「私は常に画像の作成に興味を持っていて、デジタル・モンタージュ用に1980年代のオフィスの残骸を写した膨大なコレクションを集めていたのです。[…]アルバムの核となる写真は、私のスタジオの裏庭でPentax K1000カメラを使用して撮影されました。[…]受信機は電話の山からランダムに選ばれ、それを持つ手は実際には私の長年のスタジオ・アシスタントであるベッキー・ジェメットのものです。電話と手が、ピーターのステージ上のバージョンに十分な説得力のある一致をみせてくれたことは、純粋な運とチャンスによるものでした」。

## 収録曲
特記なき楽曲の作詞・作曲はピーター・ガブリエル
ディスク1
1. 「カム・トーク・トゥ・ミー」 - "Come Talk to Me" – 6:13
2. 「スティーム」 - "Steam" – 7:45
3. 「アクロス・ザ・リヴァー」 - "Across the River" (スチュワート・コープランド、ガブリエル、デヴィッド・ローズ、L. シャンカール) – 6:00
4. 「スロー・マリンバス」 - "Slow Marimbas" – 1:41
5. 「シェイキング・ザ・トゥリー」 - "Shaking the Tree" (ガブリエル、ユッスー・ンドゥール) – 9:18
6. 「レッド・レイン」 - "Red Rain" – 6:15
7. 「エデンの情熱」 - "Blood of Eden" – 6:58
8. 「キス・ザット・フロッグ」 - "Kiss That Frog" – 5:58
9. 「河は流れて」 - "Washing of the Water" – 4:07
10. 「ソルスベリー・ヒル」 - "Solsbury Hill" – 4:42

ディスク2
1. 「この夢の果て」 - "Digging in the Dirt" – 7:36
2. 「スレッジハンマー」 - "Sledgehammer" – 4:58
3. 「シークレット・ワールド」 - "Secret World" – 9:10
4. 「ドント・ギヴ・アップ」 - "Don't Give Up" – 7:35
5. 「イン・ユア・アイズ」 - "In Your Eyes" – 11:32

## パーソネル
- ピーター・ガブリエル (Peter Gabriel) – リード・ボーカル、ハーモニカ、キーボード、レインスティック
- ポーラ・コール (Paula Cole) – アディショナル・ボーカル、リード・ボーカル (「Don't Give Up」「Shaking The Tree」)
- L. シャンカール (L. Shankar) – ヴァイオリン、アディショナル・ボーカル
- デヴィッド・ローズ (David Rhodes) – ギター、バック・ボーカル
- ジャン＝クロード・ナイムロ (Jean-Claude Naimro) – キーボード、バック・ボーカル
- トニー・レヴィン (Tony Levin) – ベース、チャップマン・スティック、バック・ボーカル
- マヌ・カチェ (Manu Katché) – ドラム
- レヴォン・ミナッシアン (Levon Minassian) – ドゥドゥク

ゲスト・アーティスト
- パパ・ウェンバ・アンド・ヒズ・バンド・モロカイ (Papa Wemba and his band Molokai)
  - パパ・ウェンバ (Papa Wemba) – ボーカル
  - Patrick Marie Magdelaine – ギター
  - Dominique Berose – キーボード
  - Herve Rakotofiringa – キーボード
  - Noel Ekwabi – ベース
  - Joseph Kuo – ドラム
  - Xavier Jouvelet – パーカッション
  - "Reddy" Mela Amissi – バック・ボーカル
  - "Styno Mubi Matadi" – バック・ボーカル
  - アユブ・オガダ (Ayub Ogada) – バック・ボーカル

## チャート
| チャート（1994年）               | 最高順位 |
| -------------------------------- | -------- |
| アメリカ（Billboard 200）        | 23       |
| イギリス（全英アルバムチャート） | 10       |